# 纤柳
纤柳（学名：Salix phaidima）是杨柳科柳属的植物，为中国的特有植物。分布在中国大陆的四川等地，生长于海拔1,600米至2,300米的地区，多生于山区，目前尚未由人工引种栽培。